# Eleonora van La Marche
Eleonora van La Marche (Burlada, 7 september 1407 - 21 augustus 1464) was van 1425 tot aan haar dood hertogin van Nemours en van 1435 tot aan haar dood gravin van La Marche. Ze behoorde tot het huis Bourbon.

## Levensloop
Eleonora was de oudste dochter van graaf Jacob II van La Marche en diens eerste echtgenote Beatrix, dochter van koning Karel III van Navarra. Na het overlijden van haar grootvader Karel III werd ze in 1425 hertogin van Nemours en na het aftreden van haar vader werd ze in 1435 gravin van La Marche en Castres. 
Op 27 juli 1424 werd ze in Castres officieel verloofd met Bernard van Armagnac (1400-1462), graaf van Pardiac. Het huwelijk vond in 1429 plaats. Ze kregen vier kinderen:
- Bonne (1434-1458), zuster in het clarissenklooster van Lézignan
- Jacob (1437-1477), graaf van Pardiac, La Marche en Castres en hertog van Nemours
- Catharina (1438-1503), zuster in het clarissenklooster van Amiens
- Jan (1439/1440-1493), abt van Aurillac

Eleonora regeerde gezamenlijk met haar echtgenoot over het graafschap La Marche en het hertogdom Nemours tot aan Bernards overlijden in 1462. 
Eleonora hield van ridderromans. Haar zoon Jacob gaf de opdracht om een manuscript met 151 miniaturen te maken over de legende van Tristan en Isolde, dat op 8 oktober 1453 werd voltooid en dat wordt bewaard in de Bibliothèque nationale de France.